# Пенок (Минесота)
Пенок (енгл. Pennock) град је у америчкој савезној држави Минесота.

## Демографија
По попису из 2010. године број становника је 508, што је 4 (0,8%) становника више него 2000. године.
| Група             | 2000.       | 2010.       |
| Белци             | 432 (85,7%) | 408 (80,3%) |
| Афроамериканци    | 0 (0,0%)    | 0 (0,0%)    |
| Азијати           | 1 (0,2%)    | 7 (1,4%)    |
| Хиспаноамериканци | 60 (11,9%)  | 86 (16,9%)  |
| Укупно            | 504         | 508         |